# Kmečki ples
Kmečki ples je slika olje na tabli nizozemskega in flamskega renesančnega umetnika Pietera Bruegla starejšega, naslikana približno leta 1567. Napoleon Bonaparte jo je zasegel in leta 1808 pripeljal v Pariz, leta 1815 pa vrnil. Danes jo hrani in razstavlja muzej Umetnostnozgodovinski muzej, Dunaj.

## Opis
Iz višine oči vidimo veselico na vaški ulici. Plesalec potegne svojo ženo na pes in pravzaprav stori enako gledalcu. Njegove anatomsko nepravilne noge so lahko poseg, ki nakazuje dinamičnost. Dudašu je na voljo pijača. Trije za njim za mizo so očitno opiti. 
Drugje je vzdušje veselo: par se poljublja, deklica se uči plesati, moški iz gostilne vleče svojo ženo.

## Interpretacija
Tako kot Kmečka poroka je tudi tu Bruegel verjetno želel, da bi imela ta slika moralni občutek in ne zgolj ljubečo upodobitev kmečkega življenja. Na sliki je mogoče prepoznati požrešnost, poželenje in jezo. Moški, ki sedi poleg dudaša, ima v klobuku pavovo pero, simbol nečimrnosti in napuha. Povod za kmečko veselje je svetnikovi dan, a plesalci cerkvi obračajo hrbet in se sploh ne posvečajo podobi Device Marije, ki visi na drevesu. Izstopajoča gostilna jasno kaže, da se ukvarjajo z materialnimi in ne z duhovnimi zadevami , kar bi po besedah Fritza Grossmanna kazalo na njihovo nenaklonjenost cerkvi. Sellink je to razlago označil za smešno.

## Zgodovina
Tabla nima niti z datuma niti podpisa, je pa naslikana približno v istem času kot Kmečka poroka. Obe sliki sta enake velikosti in pogosto velja, da sodita skupaj. Z isto temo se ukvarja tudi kmečki Poročni ples. So primeri Brueglovega poznega dela, za katerega so značilne monumentalne figure, ki pričajo o njegovem ponovnem zanimanju za italijansko umetnost.